# Светиниколска река
Светиниколска река или Азмак е река в Северна Македония. Извира от планина Манговица и се влива в река Брегалница, като неин десен приток. Дължината ѝ е 35 km, а водосборният ѝ басейн – 658,7 km2.
Нейни по-големи притоци са Караташ, Периш и Мавровица, които се сливат при Свети Никола и образуват Светиниколска река. Тя преди вливането си в река Брегалница е позната под името Азмак.